# دوري المؤسسات - البصرة 1948–49
دوري الاتحاد العراقي لمنطقة البصرة 1948–49 هو الموسم الأول من دوري المؤسسات في البصرة. 
بدأت المسابقة في نوفمبر 1948. تأهل الميناء وشركة نفط البصرة لمباراة النهائي في مايو 1949 باحتلاله المركزين الأول والثاني في ترتيب الدوري ، وتوج الميناء بطلاً لدوري البصرة بفوزه بنتيجة 1-0. 

## الموسم العادي
| فريق             | نتيجة            |
| ---------------- | ---------------- |
| شركة نفط البصرة  | تأهل إلى النهائي |
| الميناء          | تأهل إلى النهائي |
| سكك البصرة       |                  |
| النادي البريطاني |                  |
| شباب الأرمني     |                  |
| الاتحاد          |                  |
| شباب المعقل      |                  |
| ثانوية البصرة    |                  |

### النتائج المعروفة
| المضيف \ الضيف   | الاتحاد | الميناء | سكك البصرة | شباب الأرمني | النادي البريطاني | ثانوية البصرة | شباب المعقل | شركة نفط البصرة |
| ---------------- | ------- | ------- | ---------- | ------------ | ---------------- | ------------- | ----------- | --------------- |
| الاتحاد          | —       | —       |            | —            | 5–0              | —             |             | —               |
| الميناء          |         | —       | 5–0        |              | —                |               | —           |                 |
| سكك البصرة       | —       | —       | —          | 7–0          |                  | —             |             | —               |
| شباب الأرمني     |         | —       | —          | —            |                  | —             | 1–0         |                 |
| النادي البريطاني | —       |         | —          | —            | —                | 5–3           |             | —               |
| ثانوية البصرة    |         | —       |            |              | —                | —             | —           | —               |
| شباب المعقل      | —       |         | —          | —            | —                |               | —           | —               |
| شركة نفط البصرة  |         | —       | 1–0        | —            |                  | 8–0           | 11–0        | —               |

## النهائي
| الميناء            | 1–0 | شركة نفط البصرة |
| ------------------ | --- | --------------- |
| ستانلي 23' (ركلة.) |     |                 |